# Скоша (Нью-Йорк)
Скоша (англ. Scotia) — селище (англ. village) в США, в окрузі Скенектеді штату Нью-Йорк. Населення — 7272 особи (2020).

## Географія
Скоша розташована за координатами 42°49′55″ пн. ш. 73°57′37″ зх. д. / 42.83194° пн. ш. 73.96028° зх. д. (42.832014, -73.960402).  За даними Бюро перепису населення США в 2010 році селище мало площу 4,64 км², з яких 4,37 км² — суходіл та 0,27 км² — водойми.

## Демографія
Згідно з переписом 2010 року, у селищі мешкало 7729 осіб у 3362 домогосподарствах у складі 2006 родин. Густота населення становила 1668 осіб/км².  Було 3519 помешкань (759/км²).
Расовий склад населення:
| - 95,4 % — білих - 1,2 % — чорних або афроамериканців - 1,1 % — азіатів - 0,2 % — корінних американців - 0,1 % — вихідців з тихоокеанських островів |

До двох чи більше рас належало 1,8 %. Частка іспаномовних становила 2,8 % від усіх жителів.
За віковим діапазоном населення розподілялося таким чином: 23,1 % — особи молодші 18 років, 63,1 % — особи у віці 18—64 років, 13,8 % — особи у віці 65 років та старші. Медіана віку мешканця становила 39,5 року. На 100 осіб жіночої статі у селищі припадало 93,9 чоловіків;  на 100 жінок у віці від 18 років та старших — 88,7 чоловіків також старших 18 років.
Середній дохід на одне домашнє господарство  становив 63 509 доларів США (медіана — 54 607), а середній дохід на одну сім'ю — 81 870 доларів (медіана — 75 182). Медіана доходів становила 50 583 долари для чоловіків та 40 086 доларів для жінок. За межею бідності перебувало 6,1 % осіб, у тому числі 6,9 % дітей у віці до 18 років та 5,6 % осіб у віці 65 років та старших.
Цивільне працевлаштоване населення становило 3837 осіб. Основні галузі зайнятості: освіта, охорона здоров'я та соціальна допомога — 28,7 %, роздрібна торгівля — 18,8 %, науковці, спеціалісти, менеджери — 9,5 %, фінанси, страхування та нерухомість — 8,2 %.